# 霍爾蘭六邊形

霍爾蘭的 RIASEC 六邊形，其可以被對映到數據、想法以及事情、人文的兩個維度上。

霍爾蘭六邊形（英語：Holland Hexagon/Holland Codes)，又名霍爾蘭職業類型論，是由心理學家約翰·霍爾蘭(又譯霍蘭德)於1990年發明，主要應用於生涯規劃及職業輔導，藉以協助受測者了解自己人格特質，並選擇能反映個人人格特質的職業

。
霍爾蘭最初是將他的六種類型分為「運動型、智力型、審美型、支持型、說服型和順從型」。隨著理論的發展，他後來就將其改成了「實做型（做事者）、研究型（思考者）、藝術型（創造者）、社會型（幫助者）、企業型（說服者）和事務型（組織者）」。霍爾蘭的六種類型彼此存在著一些相關性。他也在其理論中說道「職業的選擇是一種個性的表達」。

## R: 實做型
喜歡面對「事」，對需要運動協調、技能和力量的工作感興趣。解決問題的方法是實際去做，而非坐下來談論或思考它。偏好具體方法而非抽象理論。例如：
- 工程師
- 太空人
- 牙醫
- 卡通片繪製
- 司機
- 外科醫生
- 考古學
- 武術
- 物理治療
- 建築師
- 飛機師
- 消防員
- 程序员
- 農學
- 運動員
- 運動醫學
- 廚師
- 機械工程/汽車工程
- 獸醫
- 醫生
- 護士

## I: 研究型
喜歡面對「事」及「想法」。喜歡思考與觀察而非行動；喜歡組織並理解信息，而非說服。例如：
- 化学家
- 心理學家
- 技术写作人员
- 科學家
- 程序员
- 注册会计师
- 金融分析師
- 經濟學家
- 電腦科學家
- 精神科醫生
- 精算師
- 數學家
- 醫生
- 藥劑師
- 護士

## A: 藝術型
喜歡面對「想法」及「人」  。傾向有創造力、開放、創新性、原創性、洞察力、敏銳、獨立和情緒。他們反對結構及規則，但享受跟人或體力有關的任務。他們往往比其他類型的人更情緒化。例如：
- 公共關係
- 平面設計師
- 作家/ 詩人
- 技术写作人员
- 音樂治療
- 音樂家
- 烹飪藝術
- 畫家
- 新聞業
- 聖職者
- 舞蹈治療
- 模特兒
- 翻譯員
- 攝影師

## S: 社會型
喜歡面對「人」，並在教學與助人時感到滿足。相較於變得很聰明或富有，他們往往更對於與人的親密關係感到興趣。例如：
- 社工
- 居民組織
- 律師
- 音樂治療
- 消防員
- 教育
- 教學科技
- 教師
- 理財規劃師
- 聖職者
- 圖書館員
- 翻譯員
- 醫生
- 藝術治療
- 藥劑師
- 護士
- 顧問
- 顧客服務

## E: 企業型
喜歡面對「人」及「數據」。他們往往是善於言談的人，並用此技巧來領導或說服人。重視名譽、權力、金錢和地位。例如：
- 公共衛生
- 公共關係
- 公共政策
- 出版業
- 地產
- 市場策劃 / 廣告策劃
- 法學 / 政治學
- 金融分析師
- 保險
- 律師
- 理財規劃師
- 新聞業
- 經紀人
- 聖職者
- 電話直銷
- 零售
- 管理
- 管理顧問
- 精算師
- 顧客服務

## C: 事務型
喜歡面對「事」及「數據」。喜歡規則與規範，並強調自我控制；不喜歡無結構或含糊不清的工作或人際關係。重視名譽、權力和地位。例如：
- 工商管理
- 工程師
- 技术写作人员
- 房產仲介
- 校對
- 秘書
- 接待員
- 教學科技
- 理財規劃師
- 程序员
- 會計師
- 零售
- 圖書館員
- 精算師
- 銀行/投資銀行
- 編輯
- 學術行政 / 辦公室行政
- 藥劑師
- 護士
- 顧客服務

## 參看
- 性格-职业匹配理论
- 職業
- 生涯規劃
- 邁爾斯-布里格斯性格分類法（Myers-Briggs Type Indicator）
- 人格心理學
- 職業發展手冊